# Cyfrowanie

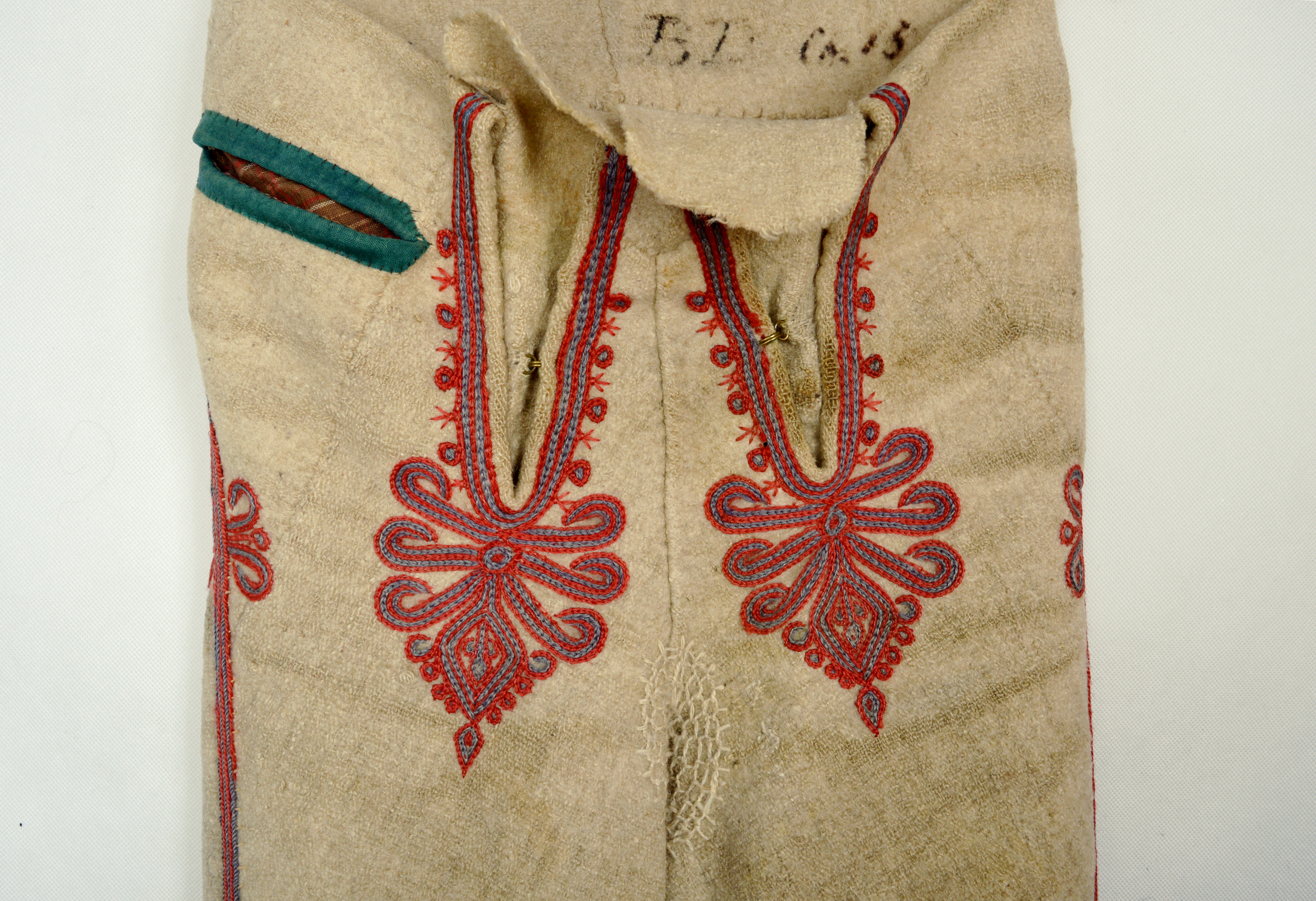
Cyfrowane portki góralskie – kolekcja Muzeum Tatrzańskiego w Zakopanem

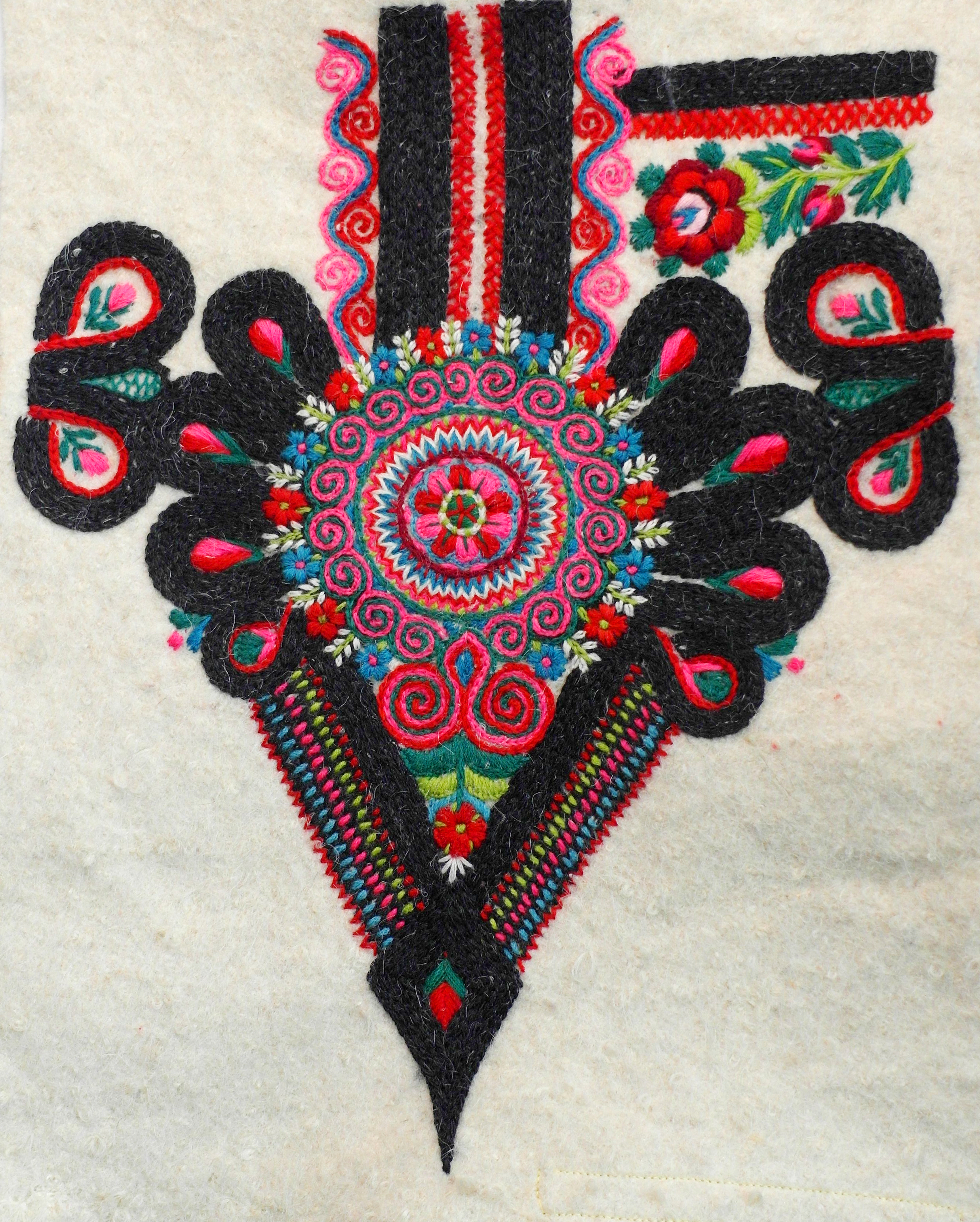
Parzenica – z kolekcji Muzeum Tatrzańskiego

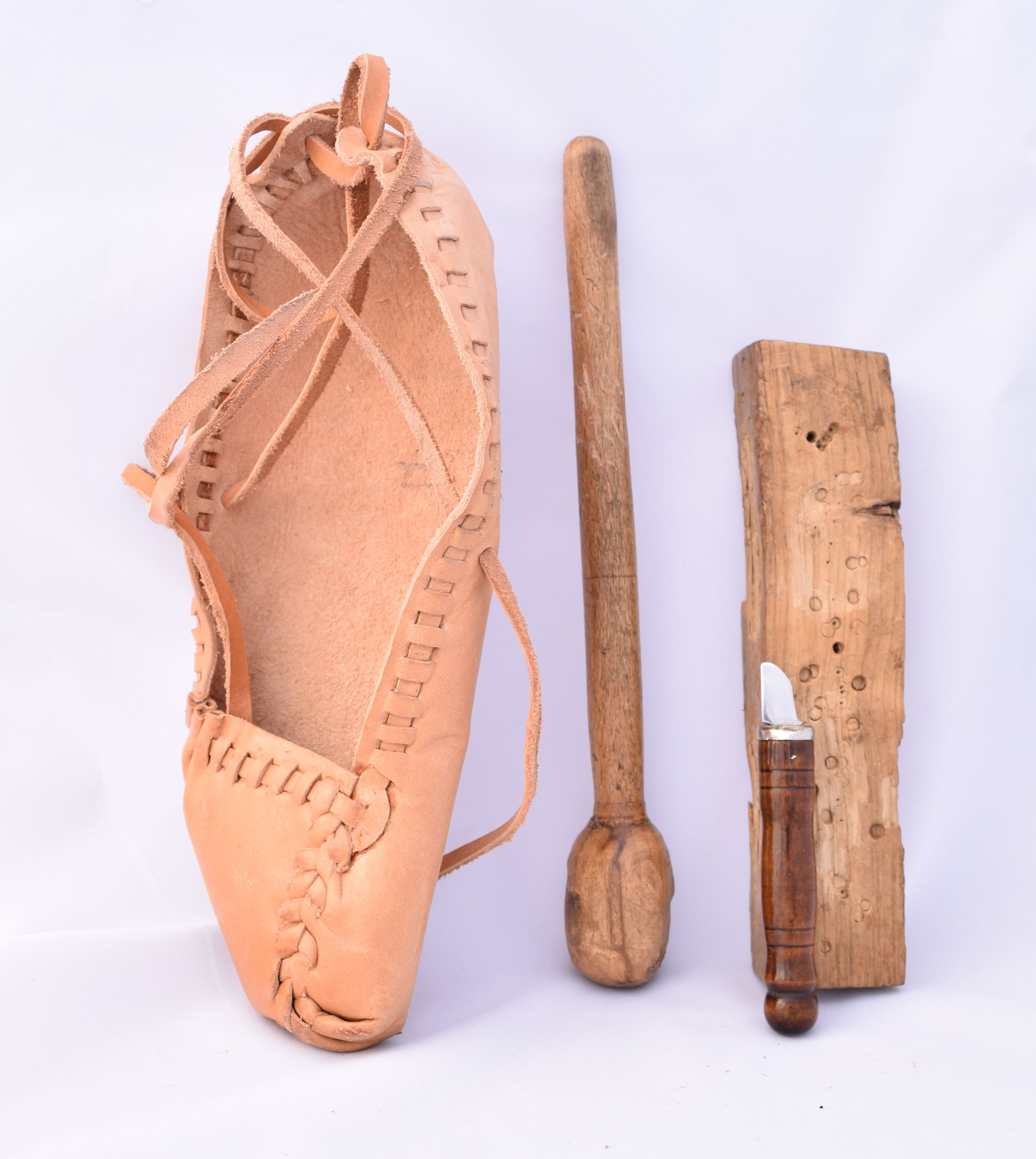
Kierpce i narzędzia do ich produkcji.

Cyfrowanie – ozdabianie stroju cyfrą, czyli haftem (np. parzenice na portkach w stroju góralskim) lub tłoczonym wzorem (np. podczas ozdabiania kierpców góralskich), jak również ozdabianie wzorem  elementów konstrukcyjnych chaty góralskiej (np. sosrębu) i góralskich siekierek – ciupag.